# Pápadereske
Pápadereske es un pueblo ubicado en el distrito de Pápa, en el condado de Veszprém, Hungría.

## Superficie
Posee una superficie de 5,750 kilómetros cuadrados.

## Demografía
Hasta 2019 la población era de 266 habitantes, con una densidad de población de 46,26 habitantes por kilómetro cuadrado.